# Каменски Шеовци
Каменски Шеовци су насељено место у општини Брестовац, у западној Славонији, Република Хрватска.

## Историја
До нове територијалне организације налазило се у саставу бивше велике општине Славонска Пожега.

## Становништво
На попису становништва 2011. године, насеље није имало становника.
| Националност       | 1991.       |
| Срби               | 19 (95,00%) |
| Хрвати             | 0           |
| Југословени        | 0           |
| остали и непознато | 1 (5,00%)   |
| Укупно             | 20          |